# 90711 Stotternheim
90711 Stotternheim è un asteroide della fascia principale. Scoperto nel 1990, presenta un'orbita caratterizzata da un semiasse maggiore pari a 2,3353011 UA e da un'eccentricità di 0,1395973, inclinata di 3,75714° rispetto all'eclittica.